# کواکر استیت
کواکر استیت (انگلیسی: Quaker State) شرکت پالایش نفت آمریکایی است، که در سال ۱۹۸۰ تأسیس شد.